# Nyílt forráskódú szoftver
A szabad vagy nyílt forráskódú szoftverek (FLOSS) szabadon használható, másolható, terjeszthető, tanulmányozható és módosítható számítógépes programok. Ilyen például a GNU/Linux operációs rendszer és változatai (Ubuntu, Android okostelefon platform stb.), a Mozilla Firefox és Google Chrome böngésző, a LibreOffice (korábban OpenOffice.org) irodai csomag.
A nyílt forráskódnak növekvő szerepe van az informatikában. A vállalati és kormányzati szféra ma ugyanolyan alternatívának tekinti a nyílt forráskódú szoftvereket, mint a zárt programokat. A vállalatok többsége használ már nyílt forráskódot, az okok között első helyen említve a szabad szoftverek alacsonyabb birtoklási költségét (TCO), gyártófüggetlenségét, nyílt szabványokon alapuló működését és korlátozás nélküli használatát. A magyar kormányzati portál, a Magyarország.hu új változata szinte kizárólag nyílt forráskódú programokat használ a korábbi licencdíjas konstrukció helyett.
Az Európai Unió tanulmánya szerint a nyílt forráskódú szoftverekre fordított összeg megduplázása az EU GDP-jének évi 0,1%-nyi növekedését eredményezi, az informatikai szektor közvetlen hasznát nem számolva. Hollandiában a közigazgatási hivatalok több mint fele nyílt forráskódú szoftvert használ. Mind emögött az OSOSS projekt áll, amelyet 2002-ben indított a holland parlament a nyílt szabványok és lehetőség szerint a nyílt forráskód támogatására.
A szabad programok szabadságát a szabad licencek biztosítják.

## Történet

### Szabad szoftver
A közkincsként (public domain) terjesztett forráskód egyidős a modern programozással. A szabad szoftver mozgalmat Richard M. Stallman indította 1983-ban a GNU projekttel. Az elvi célkitűzést kiáltvány (The GNU Manifesto, 1984), alapítvány (Free Software Foundation, röviden FSF, 1985) és az első általános szabad szoftver licenc (GNU GPL, 1989) követte. Az FSF szerint a szabad szoftverek a következő szabadságjogokkal kell, hogy rendelkezzenek:
1. A tetszőleges célra történő szabad felhasználás;
2. a szabad tanulmányozhatóság és igény szerinti módosíthatóság, aminek előfeltétele a forráskódhoz való hozzáférhetőség;
3. a másolatok szabad terjeszthetősége, segítve ezzel ismerőseinket;
4. a szabad továbbfejleszthetőség, és az eredmény szabad közzététele a közösség javára. Ennek is előfeltétele a forráskód elérhetősége.[8]

A „szabad” nem feltétlenül jelent „ingyenest”: bárki bármennyiért árusíthatja a kérdéses programokat; az egyetlen feltétel, hogy a fenti négy alapjogot garantálja vevői számára. Miért venné meg bárki is? Azért, mert például nem képes azt magának lefordítani, szüksége van kézikönyvre, CD-n vagy DVD-n szeretné a programokat megkapni, vagy mert támogatásra van szüksége. Az is elképzelhető, hogy valaki egyedi fejlesztéssel, testreszabással, adott hiba kijavításával, adott funkció beépítésével bíz meg egy programozót vagy céget.
Az FSF vezeti a fenti elveknek megfelelő licencek listáját.
A GNU GPL a legelterjedtebb szabad szoftver licenc. A nyílt forráskódú fejlesztések nagy része pedig az FSF vezetésével készült nyílt forráskódú fejlesztőeszközöket használja mind a mai napig.

### Nyílt forráskódú szoftver
Eric S. Raymond és Bruce Perens kezdeményezésére, a szabad szoftverek vállalati körben való népszerűsítésére 1998-ban megalapult az Open Source Initiative (OSI) közhasznú társaság, amely a nyílt forráskódot hangsúlyozza az angolban félreérthető „szabad” helyett. (A szabad szoftver angol nevében szereplő "free" ingyenes jelentéssel is bír, ami tévesen azt sugallhatja, hogy szabad szoftvereket nem lehet eladásra fejleszteni, vagy egyéb profitorientált módon felhasználni.)
A nyílt forráskódú licenceket az OSI véleményezi és tartja nyilván. A nyílt forráskódú licencek között megtalálni a FSF GNU licenceit, de a Microsoft Ms-PL és Ms-RL licenceket is. A nyílt szoftverek licencei nem minden esetben kompatibilisek: előfordulhat, hogy két szabad licenccel rendelkező szoftvercsomag forráskódját nem lehet kombinálni és terjeszteni a licencek összeférhetetlensége miatt.

### FLOSS
Az FSF álláspontja szerint a nyílt forráskódú szoftver nem tökéletes szinonimája a szabad szoftvernek, mivel a megnevezés nem hangsúlyozza ki a felhasználó szabadságát. A FLOSS szinonima feloldja a különbséget azzal, hogy a Free/Libre/Open Source Software kifejezés rövidítésével a szabadságot és a nyílt forráskódot is kellőképpen hangsúlyozza a megnevezésben, rámutatva arra, hogy lényegi különbség nincs a szabad és a nyílt forráskódú szoftverek között.

## Szabad szoftver engedélyek
A közkincsként (public domain) kiadott forráskód szabad szoftver, mivel semmiféle engedélyhez, vagy licenchez nem köti a felhasználást.
Nem számít szabad szoftvernek a szabad szoftverrel nem összeférhető korlátozásokat tartalmazó vagy hiányzó forráskódú ingyenes freeware vagy shareware program.
A szabad licencek általában előírják a licenc megőrzését a módosított változatokban is (ShareAlike), hogy a szoftver módosított változatai is szabadok maradjanak (angol szójátékkal, ezek a Copyleft licencek). A BSD licenc ún. gyenge copyleft licenc, ugyanis a módosított kód egészére nem követeli meg az eredeti licencet, ahogy a módosított forráskód közzétételét sem, ezért könnyedén beépíthetők zárt (nem nyílt forráskódú) programokba.
A FSF GNU GPL és GNU LGPL licence úgynevezett erős copyleft licenc: minden módosításra az eredeti licenc kell, hogy vonatkozzon (illetve az LGPL kód kivételesen GPL-ként is kiadható). Az LGPL programok annyi kedvezményt tartalmaznak a zárt programgyártók irányába, hogy a zárt programok meghívhatják az osztott LGPL-es programkönyvtárak függvényeit futásuk során.
A Microsoft 2007-ben fogadtatta el az OSI-val két nyílt forráskódú licencét, az Ms-PL és az Ms-RL licencet.

## Elterjedtség
A Gartner 2010 második félévi felmérésében, ahol több mint 500 IT vezető céget kérdeztek meg, a cégek negyede használ nyílt forráskódú irodai programcsomagot. Az internetet és a világhálót nyílt forráskódú szoftverek hajtják: a BIND névkiszolgáló; az Apache webkiszolgáló; a Sendmail levélszerver; a WordPress webes tartalomkezelő; a WordPress mellett a másik két szabad rivális, a Joomla! és a Drupal által is használt mySQL, mint webes adatbáziskezelő; a dinamikus weboldalak ügyféloldali jQuery programkönyvtára és kiszolgáló-oldali PHP programozási nyelve mind piacvezető a maga nemében. A világ 500 legnagyobb számítási teljesítményű szuperszámítógépének (TOP500) 92,4%-a GNU/Linux operációs rendszert futtat.
A webes keresők piacvezetője, a Google Linuxra és más nyílt forráskódú alkalmazásokra építette piaci sikerét, olyan közismert nyílt forráskódú programokat is készítve, mint a Google Chrome böngésző és a piacvezető okostelefon platform, az Android. Az Oracle az Oracle Unbreakable Linux támogatási programmal és az Oracle Enterprise Linux terjesztésével nyílt forráskódú alapokra helyezi piacvezető adatbázis-kezelőjét. A címtár- és személyazonosság-felügyeleti termékek piacvezető vállalata, a Novell a SUSE Linux felvásárlásával és erre épülő új termékeivel a nyílt forráskód egyik legfőbb propagálójává és támogatója lépett elő. A Sun Microsystems az OpenOffice.org után piacvezető hardvereinek operációs rendszerét, a Solarist, valamint Java fejlesztőeszközeinek legfontosabb elemeit is nyílt forráskódúvá tette. A Microsoft, a piaci érték alapján a világ legnagyobb szoftvercége több termékét, például az Ajax Control Toolkit, az IronPython vagy az XML Notepad 2007 programokat tette nyílt forráskódúvá a Microsoft közösségi nyílt forráskódú fejlesztőoldalán, a CodePlexen.

## Külső hivatkozások
- A GNU-kiáltvány
- A GNU projekt magyar nyelvű kezdőoldala Archiválva 2004. április 2-i dátummal a Wayback Machine-ben, Free Software Foundation
- Debian szabad szoftver irányelvek
- GNU.org: Mi a szabad szoftver?
- FSF Europe
- FSF.hu Alapítvány, a LibreOffice (korábban OpenOffice.org) és a Mozilla Firefox, Thunderbird magyar változatának karbantartója
- GNU.HU, a GNU-licencek fordításai, FSF.hu Alapítvány
- HUP Wiki az itt lévő anyag egy része erről a webhelyről származik, amely rengeteg szabad szoftverrel kapcsolatos magyar nyelvű szócikket tartalmaz.
- Open Source Initiative
- OpenSourceCommunity.org
- Szabad Szoftver Intézet
- FLOSSzine Archiválva 2009. április 5-i dátummal a Wayback Machine-ben Free/Libre/Open Source Software fanzine. Magyar nyelven a FLOSSzine az egyetlen sajtótermék, amely speciálisan az egyre népszerűbb, szabad, nyílt forráskódú, ingyenes szoftverek világával foglalkozik. Az átlag 40-50 oldalas fanzin, .pdf formátumban, ingyenesen letölthető a honlapról.
- Bitport FLOSS@Hu A Bitport üzleti informatikai portál szabad és nyílt forráskódú szoftverek üzleti felhasználásával foglalkozó rovata.